# Livre des Wei
Le Livre des Wei (chinois simplifié : 魏书 ; chinois traditionnel : 魏書 ; pinyin : Wèishū) est un livre historique chinois compilé par Wei Shou (魏收, wèi shōu) entre 551 et 554. Il s'agit d'une référence historique pour les périodes couvrant les dynasties Wei du Nord et Wei de l'Est entre 386 et 550.
Durant son travail de compilation, Wei Shou est critiqué car il est considéré comme partial avec les ancêtres des alliés politiques. En outre, il est accusé de diffamer intentionnellement ou d'ignorer totalement les ancêtres des ennemis politiques. Les détracteurs du livre des Wei le surnomment chinois simplifié : 秽书 ; chinois traditionnel : 穢書 ; pinyin : huìshū, phonétiquement proche de Wei shu, mais qui signifie « Livre obscène. » Avec le recul moderne, le livre souffre de problèmes flagrants. Il glorifie les Wei du Nord à l'extrême. Il falsifie intentionnellement l'histoire du précédent état de Dai, vassal des Jin orientaux, des Zhao postérieurs, des Yan antérieurs et des Qin antérieurs. Le livre des Wei décrit Dai comme un empire puissant qui domine les états dont il est en réalité vassal. De plus, il décrit tous les autres états rivaux comme barbares et fomente des accusations sans fondement contre leurs dirigeants. Il utilise de façon rétroactive les noms sinisés introduits par l'empereur Xiaowen des Wei du Nord en 496, ce qui ne permet par au lecteur de connaître les véritables noms des personnages historiques. En outre, Wei Shou, fonctionnaire des Wei de l'Est et des Qi du Nord, est accusé d'inclure l'unique empereur des Wei de l'Est dans la liste des empereurs, tout en omettant intentionnellement trois autres empereurs de l'état rival des Wei de l'Ouest après la division des Wei du Nord en 534.
Malgré ces critiques, Wei Shou est reconnu pour avoir rassemblé des archives confuses et fragmentées d’Événements historiques de l'état de Dai jusqu'au début des Wei du Nord et avoir ainsi créé des archives cohérentes des événements.
À l'origine, le livre contenait 114 volumes, mais certains volumes étaient déjà manquant au cours de la dynastie Song. Les éditeurs suivants sont parvenus à reconstituer ces volumes en se basant sur l'Histoire des Dynasties du Nord compilé au VIIe siècle.